# Laia Manzanares
Laia Manzanares Tomàs (Barcelona, 30 de marzo de 1994) es una actriz española de teatro, cine y televisión, principalmente conocida por su papel de Oksana en Merlí, y por el videoclip The Less I Know the Better del proyecto musical australiano Tame Impala, destacándose la actriz como personaje central.

## Biografía
Nacida en Barcelona, estudió el bachillerato en el Instituto XXV Olimpíada, ubicado cerca del Caixaforum para, posteriormente, formarse en el Col·legi de Teatre de Barcelona. En el mundo del teatro, dio sus primeros pasos como actriz actuando en obras como Malnascuts, Odisseus y en la especialmente conocida Temps salvatge.
Se dio a conocer especialmente tras su participación en la serie de televisión Merlí, donde dio vida a Oksana Casanoves. Asimismo, ha participado episódicamente en Cites, Matar al padre y El día de mañana, así como en el telefilm Vilafranca, dirigido por Lluís Maria Güell.
En el mundo del cine, se inició en cortometrajes, especialmente Waste, en 2016, mientras en 2017 actuó en Sol creixent, actuación por la que fue candidata a la nominación en los Premios Gaudí de 2018. Ese mismo año formó parte del reparto de Proyecto tiempo, filme dirigido por Isabel Coixet y promovido por Gas Natural Fenosa en el marco de la campaña de ahorro y eficiencia energética Cinergía, presentado en el Festival de Málaga de ese mismo año.

## Proyectos
Su última película estrenada recientemente llamada “Alegría”, interpretando el papel de Cecilia Suárez.
Este film de Violeta Salama se le hizo muy dura su grabación, puesto que fue en la pequeña ciudad melillense, con muchos metros cuadrados rodeados por vallas y teniendo en cuenta que tenían que perseguir un protocolo de covid.
Por otro lado, Laia Manzanares tiene un proyecto que saldrá a la luz próximamente, una miniserie para *Netflix denominada “La noche más larga” a pesar de que en un principio se iba a denominar “Baruca” y ella prefiere este segundo nombre.
La película “La desconocida” de Pablo Maqueda, trata de temas más delicados, como es el caso del acoso sexual a menores, por lo tanto, Laia se tomó de otro modo este rodaje, con una forma con más respeto y humor.
A pesar de que este año 2022 se le ha presentado pleno de estrenos para ella, Laia prefiere no crearse muchas expectativas porque nunca sabemos el que puede pasar y su objetivo principal en su trabajo es llegar a la gente, a pesar de que únicamente sea a alguna persona, pero que llegue.

## Filmografía

### Cine
| Año  | Título                   | Personaje | Dirección                   | Notas                |
| ---- | ------------------------ | --------- | --------------------------- | -------------------- |
| 2016 | Waste                    | Niña      | Alejo Levis y Laura Sisteró | Cortometraje         |
| 2017 | Sol creixent             | Laia      | Guillem Manzanares          | Cortometraje         |
| 2017 | La chica de la canción   | Mary      | Ibai Abad                   |                      |
| 2018 | Proyecto tiempo          | Eva       | Isabel Coixet               | Segmento: «El juego» |
| 2018 | El vent és això          | Alicia    | Varios directores           |                      |
| 2018 | El reino                 | Lucía     | Rodrigo Sorogoyen           |                      |
| 2019 | La Tierra llamando a Ana | Ana       | Fernando Bonelli            |                      |
| 2019 | Sin techo                | Roser     | Xesc Cabot y Pep Garrido    |                      |

### Televisión
| Año       | Título                 | Personaje                    | Cadena        | Notas                  |
| --------- | ---------------------- | ---------------------------- | ------------- | ---------------------- |
| 2016      | Cites                  | Laia Farràs                  | TV3           | 1 episodio             |
| 2016-2018 | Merlí                  | Oksana Casanoves             | TV3 / Netflix | 27 episodios           |
| 2018      | Matar al padre         | Ruth                         | Movistar+     | 1 episodio             |
| 2018      | El día de mañana       | Invitada fiesta              | Movistar+     | 1 episodio             |
| 2018      | Vilafranca             | Eva                          | TV3           | Película de televisión |
| 2019-2021 | Estoy vivo             | Carlota / Marta / Enlace DH4 | TVE           | 25 episodios           |
| 2019      | Hache                  | Sisilia                      | Netflix       | 5 episodios            |
| 2020      | Los favoritos de Midas | Alex                         | Netflix       | 1 episodio             |
| 2022      | La noche más larga     | Sara Oliver                  | Netflix       | 6 episodios            |
| 2025      | Asuntos internos       | Clara Montesinos             | La 1          | 6 episodios            |
| 2025      | La canción             | Lucía                        | Movistar+     | 6 episodios            |

### Teatro
| Año       | Título         | Personaje       | Dirección              | Lugar                        |
| --------- | -------------- | --------------- | ---------------------- | ---------------------------- |
| 2014      | Malnascuts     | Sin información | Txiki Blasi            | Sala Beckett                 |
| 2014      | Esquerdes      | Sin información | Txiki Blasi            | Nau Ivanow                   |
| 2016-2017 | Odisseus       | Sin información | Quimet Pla y Oriol Pla | Sala Beckett                 |
| 2018      | Temps salvatge | Ivana           | Josep Maria Miró       | Teatre Nacional de Catalunya |
| 2019      | Amanda T       | Amanda Todd     | Àlex Mañas             | Teatre Nacional de Catalunya |

## Premios

### Premios Fugaz
| Año  | Categoría                       | Trabajo                  | Resultado |
| ---- | ------------------------------- | ------------------------ | --------- |
| 2019 | Mejor actriz en un cortometraje | La Tierra llamando a Ana | Ganadora  |